# Kong Christian den X.s frihedsmedalje
Kong Christian den Tiendes Frihedsmedaille eller Kong Christian den X.s frihedsmedalje (Chr.X.Frm.) er et dansk udmærkelsestegn, der blev indstiftet i 1946 af Kong Christian X., tildeles til danskere og udlændinge, som i besættelsesårene 1940-1945 har gjort en særlig indsats for Danmark i udlandet.
Medaljen er fremstillet af sølv og har en diameter på 31 mm. Forsiden bærer kong Christian X højrevendte portræt omgivet af inskriften "CHRISTIANUS X – REX DANIÆ". Bagsiden indskriften lyder "PRO DANIA 1940-1945" på tre linjer. Medaljen er udstyret med en krone og er ophængt fra et rødt bånd med en hvide stribe hvor herrernes bånd er heksagonalt, medens kvindernes er udformet som en sløjfe. Medaljens designer var  Harald Salomon og præget på Den Kongelige Mønt i København.